# 7月27日
7月27日是阳历年的第208天（闰年是209天），离一年的结束还有157天。

## 大事记

### 18世紀以前
- 1202年：格鲁吉亚-塞尔柱战争（英语：Georgian-Seljuk wars）：Basian战役（英语：Battle of Basian）格鲁吉亚王国击败鲁姆苏丹国。
- 1214年：法兰西王国在布汶战役中取得决定性胜利，取代神圣罗马帝国成为欧洲第一强国。
- 1299年：奥斯曼一世第一次占领尼科米底亚，建立奥斯曼政权。
- 1302年：巴菲乌斯之战后，拜占庭帝国的惨败导致奥斯曼帝国可以直取比提尼亚。
- 1549年：西班牙籍耶稣会神父方济·沙勿略搭乘船舰抵达日本，成为首批前往日本的天主教传教士。
- 1694年：英格兰银行成立。

### 18世紀
- 1775年：第二次大陆会议立法建立美国陆军医疗部。
- 1789年：美国国务院成立。
- 1794年：法国国民公会通过决议逮捕雅各宾派的领导人罗伯斯庇尔，热月政变发生。
- 1795年：西班牙同法国签订和约，割让了圣多明各部分土地。

### 19世紀
- 1843年：根据《南京条约》，广州开埠。
- 1856年：阿拉围城战中，58名英军面对8千多名印度兵的围攻，坚守阿拉整整八天。
- 1866年：首个永久的跨大西洋电报电缆完工，连接爱尔兰与加拿大。
- 1890年：荷兰画家文森特·梵高在法国瓦兹河畔欧韦举枪自尽，2日后逝世。

### 20世紀
- 1921年：在弗雷德里克·班廷的領導下，多倫多大學研究人員證實胰島素為調節血糖含量的荷爾蒙。
- 1929年：53个国家签署管制战俘待遇的日内瓦公约。
- 1941年：日本占领法属印度支那。
- 1949年：世界上第一架商业喷射客机英国哈维兰彗星型客机首次试飞。
- 1953年：韩战参战方在板门店正式签署停战协定，在38度线设立分隔北韩和南韩的非军事区[1]。
- 1953年：德意志聯邦共和國（西德）開設駐香港總領事館及駐土耳其伊茲密爾領事館[2]。
- 1954年：英国和埃及对结束英国控制苏伊士运河七十二年的条件达成协议。
- 1955年：奧地利國家條約生效，結束了同盟國對奧地利的佔領，儘管該國直到10月才脫離同盟國的控制。
- 1955年：以色列航空402号班机在保加利亚上空被击落，造成58人死亡。
- 1958年：连接内蒙古与甘肃的包兰铁路通车。
- 1974年：美国众议院司法委员会决定对总统理查德·尼克松进行弹劾。
- 1976年：洛克希德事件：日本前首相田中角荣被捕。
- 1982年：第五次中东战争中。以色列空军袭击黎巴嫩沿海城市贝鲁特的平民区。
- 1984年：万国邮政联盟第十九届代表大会在汉堡闭幕。145个国家的代表在新公约上签字。
- 1990年：白俄罗斯宣布独立。
- 1995年：英屬香港政府順利通過《強制性公積金計劃條例》策劃強積金。
- 1996年：第26届夏季奥运会在美国亚特兰大举行期间，奥林匹克公园发生爆炸案，造成2人死亡。

### 21世紀
- 2002年：一架烏克蘭空軍Su-27戰鬥機在利維夫舉辦的航展飛行表演時墜入人群，造成77人死亡。
- 2006年：英特尔Core 2 Duo处理器正式發售。
- 2007年：在美國亞利桑那州鳳凰城報導警方追捕行動時，兩架新聞直昇機在半空中相撞，造成兩名工作人員死亡。
- 2008年：北京奥运村向公众开放。
- 2009年：首轮中美战略与经济对话在美国华盛顿开幕。
- 2011年：《自然》发文证实，美国NASA红外探测器于2010年10月发现的小行星2010 TK7为首颗确认的地球的特洛伊小行星。
- 2012年：2012年夏季奥林匹克运动会在英国伦敦奥林匹克体育场开幕，由英女皇伊利沙白二世主持開幕儀式。
- 2016年：在佛罗里达的新闻发布會上，唐纳德·特朗普公开请求俄罗斯搜索并公布希拉里·克林顿的被删邮件。
- 2018年：火星大冲与月全食同时发生，前者為15年来火星最接近地球的一次，后者乃21世纪以来持续时间最长的月全食。
- 2020年：香港新增145宗新型冠狀病毒肺炎確診個案，142宗屬本地感染，59宗源頭不明，再破單日新高，亦連續第六天破百[3]。

## 出生
- 774年：空海，日本高野山真言宗開山祖師，唐密第八祖（835年逝世）
- 1083年：李綱，宋朝軍事人物（1140年逝世）
- 1452年：盧多維科·斯福爾扎，米蘭公爵（1508年逝世）
- 1753年：克里斯蒂安·雅各布·克勞斯，德國語言學家（1807年逝世）
- 1768年：夏綠蒂·科黛，法國大革命恐怖統治時期的重要人物（1793年逝世）
- 1773年：路易莎，托斯卡納大公國大公夫人和那不勒斯王國公主（1802年逝世）
- 1777年：汤玛斯·坎贝尔，苏格兰诗人（1844年逝世）
- 1824年：小仲馬，法國作家（1895年逝世）
- 1835年：焦苏埃·卡尔杜奇，意大利詩人、教育家，1906年诺贝尔文学奖得主（1907年逝世）
- 1867年：恩里克·格拉纳多斯，西班牙音乐家（1916年逝世）
- 1870年：希萊爾·貝洛克，法裔英國作家、歷史學家、演說家、政治活動家（1953年逝世）
- 1871年：恩斯特·策梅洛，德國數學家（1953年逝世）
- 1878年：松井石根，日本軍事人物，南京大屠杀策划者（1948年逝世）
- 1880年：喬·汀克，美國職業棒球運動員（1948年逝世）
- 1881年：汉斯·菲舍尔，德國化学家（1945年逝世）
- 1891年：倫納德·蒙克·伊希特，紐西蘭皇家空軍飛行員、少將（1976年逝世）
- 1904年：朱雲影，台灣历史研究者（1995年逝世）
- 1904年：肯尼斯·班布里奇，美國物理學家（1996年逝世）
- 1915年：约瑟夫·匹勒，德國二战战斗机飛行員（1961年逝世）
- 1915年：马里奥·德·摩纳哥，意大利男高音歌唱家（1982年逝世）
- 1917年：吳仲華，中國物理學家（1992年逝世）
- 1920年：郭茂林，臺裔日本建築師、建築學者（2012年逝世）
- 1923年：彼得·貝爾茲，英國聖公宗牧師、神學家（2000年逝世）
- 1927年：約翰·席根塔勒，美國記者、作家（2014年逝世）
- 1928年：約瑟夫·基廷格，美國空軍退役上校（2022年逝世）
- 1938年：加里·吉蓋克斯，美國作家、遊戲設計師（2008年逝世）
- 1945年：愛德蒙·克拉克，美國計算機科學家（2020年逝世）
- 1948年：川口開治，日本漫畫家
- 1954年：羅伯·安德爾，美國技術分析師
- 1959年：卡洛斯·維拉·諾瓦，聖多美普林西比政治人物，現任聖多美普林西比總統
- 1961年：湯志偉，台灣男演員
- 1962年：史亞平，中華民國政治人物
- 1962年：尼爾·布魯克斯，澳大利亞男子游泳運動員
- 1963年：甄子丹，香港武術家、演員、導演
- 1965年：特里豐·伊雲洛夫，保加利亚足球運動員（2016年逝世）
- 1965年：何塞·路易斯·奇拉维特，巴拉圭足球員
- 1966年：戴立忍，台灣男演員
- 1966年：北崎拓，日本漫畫家
- 1967年：王喜，香港藝人
- 1968年：，澳大利亞男演員（2025年逝世）
- 1969年：渡邊明夫，日本動畫師、插畫家、人物設計師、作畫監督
- 1969年：布萊恩·富勒，美國編劇、製片人
- 1969年：保羅·麥可·李維斯克，美國摔角选手
- 1969年：達奇安·喬洛許，羅馬尼亞政治人物，前任羅馬尼亞總理
- 1970年：尼可拉·科斯特-瓦爾道，丹麦男演員
- 1971年：馬力歐，台灣藝人
- 1972年：清水崇，日本電影導演
- 1972年：瑪雅·魯道夫，美國女演員、配音演員、喜劇演員、歌手
- 1974年：陳奕迅，香港歌手
- 1974年：貴婦奈奈，台灣部落客
- 1975年：艾力士·羅德里奎茲，美國棒球選手
- 1976年：傑米斯·哈薩比斯，英國計算機科學家，2024年諾貝爾化學獎得主
- 1977年：詹志文，香港DJ
- 1978年：潘蔚林，香港新聞主播
- 1978年：那須惠，日本女性聲優
- 1979年：西德尼·戈武，法國足球運動員
- 1980年：張建銘，台灣職業棒球運動員、教練
- 1981年：李小鵬，中國體操運動員
- 1982年：香月良太，日本棒球選手
- 1982年：連昭慈，中華民國華視主播
- 1983年：洛里克·察纳，阿尔巴尼亚足球運動員
- 1983年：戈兰·潘德夫，北马其顿足球運動員
- 1984年：呂小軍，中國男子舉重運動員
- 1984年：郝景芳，中國科幻作家
- 1984年：西岡剛，日本棒球選手
- 1985年：許孟哲，台灣藝人
- 1987年：馬雷克·哈姆西克，斯洛伐克足球運動員
- 1987年：乔丹·希尔，美國篮球運動員
- 1990年：尹貞伊，韓國女演員
- 1990年：克莉蒂·山濃，印度女演員
- 1990年：印第安納·埃文斯，澳大利亞女演員
- 1991年：李蘊，香港女歌手
- 1991年：春場蔥，日本漫畫家，代表作《五等分的新娘》
- 1991年：松井玲奈，日本演員、女子偶像團體SKE48成員
- 1992年：羅蘭，日本公關、模特兒、藝人、商人、古董家
- 1993年：李莎旻子，中國女主持人
- 1993年：乔丹·斯皮思，美國高尔夫球手
- 1997年：武田玲奈，日本演員、模特
- 1998年：渡边理佐，日本女子偶像團體櫻坂46成員
- 1998年：采子，台灣女歌手
- 2003年：艾姬·比弗-鍾斯，英格蘭職業足球運動員
- 2004年：休寧巴伊葉，韓國女子偶像團體Kep1er成員

## 逝世
- 959年：后周世宗柴荣，五代之一的后周皇帝（921年出生）
- 1061年：教宗尼各老二世，羅馬主教（生年不详）
- 1077年：邵雍，北宋理学家（1012年出生）
- 1129年：元懿太子赵旉，南宋皇太子（1127年出生）
- 1276年：海梅一世，巴伦西亚国王（1208年出生）
- 1365年：鲁道夫四世，奥地利大公（1339年出生）
- 1382年：乔万娜一世，那不勒斯女王（1326年出生）
- 1510年：乔凡尼·斯福尔扎，意大利贵族及雇佣军首领（1466年出生）
- 1672年：織田長定，日本江戶時代前期大名（1616年出生）
- 1675年：蒂雷納子爵，法國名將，六大法國大元帥之一（1611年出生）
- 1759年：皮埃爾·莫佩爾蒂，法國數學家、物理學家、哲學家（1698年出生）
- 1828年：拉達馬一世，馬達加斯加國王（1793年出生）
- 1841年：米哈伊尔·莱蒙托夫，俄罗斯作家，诗人及画家（1814年出生）
- 1844年：约翰·道尔顿，英國物理學家（1766年出生）
- 1853年：德川家慶，日本江戶幕府第12代征夷大將軍（1793年出生）
- 1924年：费卢西奥·布索尼，義大利鋼琴家、作曲家（1866年出生）
- 1948年：喬·汀克，美國職業棒球運動員（1880年出生）
- 1949年：埃勒里·克拉克，美國男子田徑運動員（1874年出生）
- 1958年：克萊爾·李·陳納德，美國陸軍航空隊中將、飛行員（1893年出生）
- 1970年：安东尼奥·萨拉查，葡萄牙前任总理（1889年出生）
- 1972年：理查德·尼古拉斯·冯·康登霍维-凯勒奇，奥地利日本政治活动家、「欧洲联盟之父」（1894年出生）
- 1976年：马可，中國作曲家（1918年出生）
- 1980年：穆罕默德·礼萨·巴列维，伊朗国王（1919年出生）
- 1981年：威廉·惠勒，德裔美國電影導演（1902年出生）
- 1992年：藍來訥，英國駐華臨時代辦（1900年出生）
- 1993年：雷吉·路易斯，美國職業籃球運動員（1965年出生）
- 1994年：凯文·卡特，普利策奖得主，摄影家（1960年出生）
- 2003年：鲍勃·霍普，美國著名的演藝者、喜劇演員（1903年出生）
- 2007年：陳日新，香港政界人物（1915年出生）
- 2009年：林家駿，澳門榮休主教（1928年出生）
- 2010年：陳浩才，香港樂評人（1935年出生）
- 2011年：克里斯多夫·雅歌塔，匈牙利裔瑞士作家（1935年出生）
- 2012年：司馬華龍，香港男演員（1921年出生）
- 2014年：莫怀戚，中国作家（1951年出生）
- 2015年：阿卜杜尔·卡拉姆，印度航天科學家、政治人物，第11任印度總統（1931年出生）[4]
- 2016年：皮特·德容，荷蘭政治人物，前任荷蘭首相（1915年出生）
- 2019年：約翰·施里弗，美國物理學家，1972年諾貝爾物理學獎得主（1931年出生）
- 2022年：金宗哲，中國材料科學家（1935年出生）
- 2022年：瑪麗·艾麗斯，美國女演員（1936年出生）
- 2023年：奧金寶，菲律賓裔香港樂隊領班、編曲家、作曲家（1932年出生）
- 2024年：沃爾夫岡·里姆，德國作曲家（1952年出生）
- 2025年：艾德娜·奧布萊恩，愛爾蘭作家（1930年出生）

## 节假日和习俗
- 世界抗頭頸癌日
- 芬兰：貪睡節
- 奥地利：独立日
- ：祖国解放战争胜利纪念日
- 菲律賓：基督堂教会日
- 波多黎各：何塞·塞尔索·巴博萨诞辰
- 越南：烈士纪念日
- 乌克兰：醫務工作者日（英语：Medical Workers Day）